# Jean de Vaugelas
Jean de Vaugelas (ur. 2 stycznia 1913 we Francji, zm. w 1957 w prowincji Mendoza w Argentynie) – oficer francuskich sił powietrznych, szef specjalnej formacji Franc Garde w ramach kolaboracyjnej Milicji Francuskiej, szef sztabu 33 Dywizji Grenadierów SS „Charlemagne”.
Jean de Vaugelas w okresie międzywojennym ukończył akademię wojskową sił powietrznych, zostając oficerem francuskiego lotnictwa. Brał udział w kampanii francuskiej w 1940 roku w stopniu porucznika-pilota. Po utworzeniu rządu Francji w Vichy został członkiem młodzieżowej organizacji paramilitarnej pod nazwą Chantiers de la jeunesse française, która weszła w skład Milicji Francuskiej. Następnie został szefem regionalnych struktur Milicji w Marsylii i jednocześnie dyrektorem szkoły École des cadres d’Uriage utworzonej przez reżim Vichy do kształcenia kadr dla nowej Francji. W czerwcu 1943 stanął na czele wyodrębnionej z Milicji nowej formacji zwanej Franc Garde, która miała zajmować się wyłącznie zadaniami policyjnymi i bezpieczeństwa. Pod koniec 1943 roku Franc Garde, dzięki rozmowom z Niemcami Josepha Darnanda, została uzbrojona w lekką broń strzelecką. Od początku 1944 formacja została zaangażowana w zbrojne zwalczanie partyzantów (maquis). Jej członkowie uczestniczyli w kilku operacjach w różnych częściach Francji prowadzonych wraz z siłami niemieckimi. W większości przypadków ich rezultaty były jednak niewystarczające, gdyż milicjanci nie byli odpowiednio przygotowani do prowadzenia walk zbrojnych. W niektórych sytuacjach przy napotkaniu sił partyzanckich uchylali się nawet od podjęcia walki. Po inwazji w Normandii i posuwaniu się wojsk alianckich w głąb Francji J. de Vauglelas zbiegł do Niemiec, podobnie jak tysiące innych członków Milicji Francuskiej. Na początku 1945 roku wstąpił do nowo formowanej 33 Dywizji Grenadierów SS „Charlemagne”, w której dostał stopień SS-Hauptsturmführera. Od 1 marca sprawował funkcję szefa sztabu dywizji, awansując do stopnia SS-Sturmbannführera. Uczestniczył w walkach na Wale Pomorskim, podczas których dostał się do niewoli sowieckiej. W 1946 został repatriowany do Francji, skąd udało mu się uciec do Włoch. W 1948 wyjechał do Argentyny. Zginął w 1957 roku w wypadku samochodowym w prowincji Mendoza. Istnieją podejrzenia, że wypadek mogli sprowokować agenci francuskiego wywiadu SDECE.